# Lazare Weiller
Lazare Weiller (Bas-Rhin, França, 20 de julho de 1858 - Territet, Suíça, 12 de agosto de 1928) foi um industrial e político judeu francês.

## Publicações
- Recherches sur la conductibilité électrique des métaux et de leurs alliages, rapports avec la conductibilité calorifique (1884)
- Études électriques et mécaniques sur les corps solides (1885)
- Traité général des lignes et transmissions électriques (com Henry Vivarez) (1892)
- Forges, fonderie, laminoirs et tréfilerie du cuivre pur et de ses alliages. Affinage et traitement électrolytique des métaux. Manuel pratique pour l'emploi des conducteurs électriques produits par les usines Lazare Weiller et Cie (1894)
- Les Grandes idées d'un grand peuple : mission diplomatique aux États-Unis (1904)
- Notes sur l'activité allemande en Suisse (1915)
- La Dépression allemande vue de Suisse (1918)